# Copris ares
Copris ares är en skalbaggsart som beskrevs av Zelenka 1993. Copris ares ingår i släktet Copris och familjen bladhorningar. Inga underarter finns listade i Catalogue of Life.